# Sommer-Paralympics 2016/Teilnehmer (Mali)
| stlisierte Goldmedaille | stlisierte Silbermedaille | stlisierte Bronzemedaille |
| ----------------------- | ------------------------- | ------------------------- |
| —                       | —                         | —                         |

Mali entsendete zu den Paralympischen Sommerspielen 2016 in Rio de Janeiro zwei Athleten, einen Mann und eine Frau.

## Teilnehmer nach Sportart

### Leichtathletik
Frauen:
- Korotoumou Coulibaly
  - Speerwurf F55/56: Vorlauf, 16,76 Sekunden, Rang 5

Männer:
- Oumar Sidibe (100 Meter T38)
  - 100 Meter T38: Vorlauf nicht abgeschlossen